# Olimpíada de xadrez de 1935
A Olimpíada de xadrez de 1935 foi a sexta Olimpíada de Xadrez organizada pela FIDE, realizada na Varsóvia entre os dias 16 e 31 de agosto, conjuntamente a edição do Campeonato Mundial Feminino de Xadrez. A equipe dos Estados Unidos (Reuben Fine, Frank Marshall, Abraham Kupchik, Arthur William Dake e Israel Horowitz) conquistou a medalha de ouro, a terceira consecutiva, seguidos da Suécia (Gideon Ståhlberg, Gösta Stoltz, Erik Lundin, Gösta Danielsson e Ernst Larsson) e Polônia (Savielly Tartakower, Paulin Frydman, Miguel Najdorf, Henryk Friedmann, Kazimierz Makarczyk).

## Quadro de medalhas

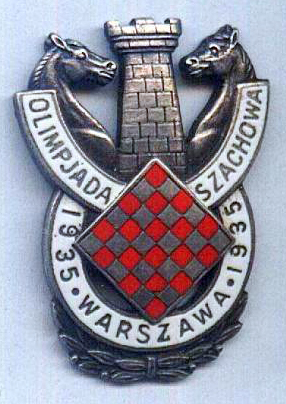
Medalha recebida na Olimpíada.

| Tabuleiro | Ouro                    | Prata                  | Bronze                                       |
| 1º        | TCH Salo Flohr          | FRA Alexander Alekhine | SWE Gideon Ståhlberg POL Savielly Tartakower |
| 2º        | HUN Andor Lilienthal    | POL Paulin Frydman     | SWE Gösta Stoltz ARG Jacobo Bolbochán        |
| 3º        | AUT Erich Eliskases     | HUN Kornél Havasi      | USA Abraham Kupchik                          |
| 4º        | USA Arthur William Dake | SWE Gösta Danielsson   | YUG Petar Trifunović                         |
| res       | USA Israel Horowitz     | TCH Jiří Pelikán       | LTU Markas Luckis                            |